# زمین‌لرزه فوریه ۱۹۶۷ اندونزی
زمین‌لرزه اندونزی  در تاریخ ۱۹ فوریه ۱۹۶۷ میلادی، برابر با ‎۳۰ بهمن ۱۳۴۵، ساعت ۲۲:۱۴:۳۸ به زمان یوتی‌سی در اندونزی رخ داد. ژرفای این زلزله ۹۷٫۶ کیلومتر بود. بزرگی آن ۵٫۹ در مقیاس mb اعلام شده‌است. زمین‌لرزه به وقت محلی در روز دوشنبه، ساعت ۵ روی داده و منطقه زمانی آن یوتی‌سی +۷ بوده‌است .
سازمان زمین‌شناسی آمریکا نیز جای این زمین‌لرزه را در مختصات ۹°۰۶′جنوبی ۱۱۳°۰۰′شرقی / ۹٫۱°جنوبی ۱۱۳°شرقی و بزرگی آنرا برابر با ۶٫۸ در مقیاس ریشتر اعلام کرده‌است. ژرفای گزارش شده از سوی این سازمان ۹۴ کیلومتر می‌باشد.
شمار کشتگان زلزله حدود ۵۴ نفر بوده‌است.تعداد زخمیان ۳۷۰ نفر برآورده شده‌است.بی‌خانمان شدگان نیز ۸۲۹۰ نفر اعلام شده‌است.